# Abbazia della Cervara

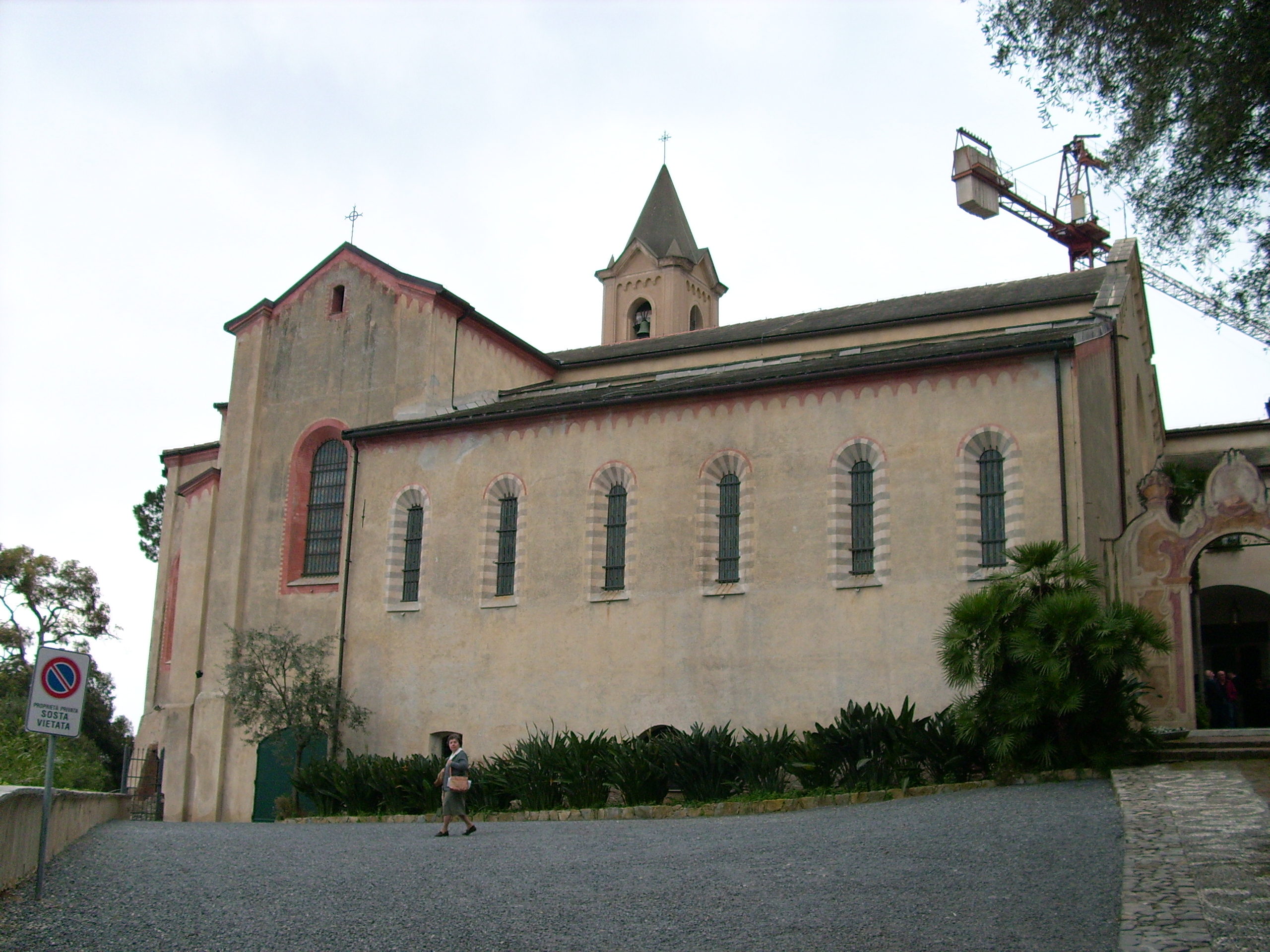
Abbazia della Cervara

Die Cervara Abtei oder Kloster San Girolamo in Monte di Portofino ist ein ehemaliger Klosterkomplex. Von dort aus hat man einen Ausblick auf die Küste des Golf von Tigullio in der Metropolitanstadt Genua. Die Abtei, heute im Privatbesitz, ist von der Hauptstraße von Santa Margherita Ligure in der Ortschaft Portofino erreichbar.